# 今村彩夏
今村 彩夏（いまむら あやか、1993年8月5日 - ）は、日本の女性声優。大阪府出身。2014年から活動し、2018年に引退した。活動時はWITH LINEに所属していた。

## 経歴
声優を意識したのは、中学時代に友人に勧められ、ゲーム『戦国BASARA』をプレイした時であり、人の心に届く演技ができる声優を目指したいと語っている。
声優を目指したきっかけは、アニメ・漫画が好きだった学生時代に「声がかわいいね」と褒められたためである。その後、演劇部での活動を経て、高校卒業後に大阪アニメーションスクール専門学校に入った。
アニメデビューに先がけて、2014年7月から自身の名前を冠したラジオ番組『今村彩夏 STAY GOLD』（超!A&G+）が始まった。
初めて受けたオーディションは『アブソリュート・デュオ』。
2018年6月29日、「（前年から）体調不良を感じることが増え、お仕事に集中することが難しくなった」ことを理由に、6月末日をもって芸能活動から引退することが公式発表された。
ただし、『艦隊これくしょん -艦これ-』において出演していたキャラクターに関しては、引退以降も新規のボイスが追加されている（収録時期は不明）。

## 人物
- オタクを自認している。オタクになった切っ掛けは、中学1年生の時に絵が上手くなりたいと、模写のためにたまたま買った安西信行の『MÄR』[4]。
- 好きな食べ物は一蘭のラーメン、フルーツ[9]。
- 物心ついた頃から水泳をやっており、高校生の時は卓球部、演劇部に所属していた[3]。他にもテニスなどのラケット種目を得意としている[3]。
- 苦手なスポーツはサッカー、バスケットボールといった敵味方、入り乱れたスポーツだと語っている[3]。
- 好きな言葉・座右の銘は「夢は逃げない、逃げるのは自分」[2]。
- かつて同じ事務所に所属していた大下菜摘とは専門学校時代からの友人である。また、渡辺はるかとも仲が良い[10]。
- 衝撃を受けた声優には諏訪彩花を挙げており、歌っている時と普段とのギャップに驚いたという[2]。また、目指すべき役者の理想像の声優に沢城みゆきを挙げている[9]。
- 親の影響を受け巨人ファンである。
- 2015年5月8日、個人ブログ「GAME CENTER イマムラ」を開設した。2018年1月31日をもって休止。

## 趣味
- 趣味はメダルゲーム、読書、競馬、お酒、ネットカフェ巡りなど[9]。メダルゲームに関しては都内各所のゲームセンターを巡る日々と言う[11]。
- 競馬はアーケードゲーム『スターホース』（セガ）をきっかけにして覚え、ラジオ番組『STAY GOLD』も好きな競走馬であるステイゴールドからとられている[12]。
- 実際の競馬を見るのはディープインパクトが入り口。ブログでは競馬予想もしているが穴馬券好きなので、ガチガチなレースほど当たらないという[12]。
- 2017年、『スターホース』のスマホ版である『スターホースポケット』において秘書・日吉遥役を担当。「競馬好きを公言していてよかったな、と心から思いました（笑）」とコメントした[12]。
- 乗馬ライセンス5級も所持している[9]。

## 後任
今村の引退に伴い、持ち役を引き継いだ声優は以下の通り。
| 後任       | 役名               | 作品                               | 後任の初担当作品                           |
| ---------- | ------------------ | ---------------------------------- | ------------------------------------------ |
| 吉岡茉祐   | 飯坂真尋           | 『温泉むすめ』                     | 2019年6月29日以降                          |
| 星谷美緒   | マヤノトップガン   | 『ウマ娘 プリティーダービー』      | 2018年7月2日以降                           |
| 立花理香   | 赤ずきん           | 『シノアリス』                     | 2018年11月20日更新                         |
| 金子彩花   | 飯野水葉           | 『ステラのまほう』                 | 『きららファンタジア』                     |
| 吉岡麻耶   | 葉山照             | 『三者三葉』                       | 『きららファンタジア』                     |
| 花井美春   | 紅葉狩兼光         | 『天華百剣 -斬-』                  | 2019年4月18日更新                          |
| 佐倉薫     | メイリィ           | 『ぷよぷよ!!クエスト』             | 2019年6月6日更新                           |
| 古賀葵     | アンジェ           | 『プリンセス・プリンシパル』       | 『プリンセス・プリンシパル Crown Handler』 |
| 都丸ちよ   | セリカ・クレイトン | 『Death end re;Quest』             | 『メガミラクルフォース』                   |
| 河野ひより | ハーメルン         | 『神獄塔 メアリスケルター』        | 『神獄塔 メアリスケルターFinale』          |
| 田嶌紗蘭   | ピレット・チャップ | 『魔法使いと黒猫のウィズ』         | 2020年7月23日以降                          |
| 戸松遥     | 日吉遥             | 『スターホースポケット』           | 『STARHORSE4』                             |
| 花岩香奈   | コカゲ             | 『幻獣契約クリプトラクト』         | 2022年6月22日更新以降                      |
| 伊藤彩沙   | ロベルティナ       | 『グランブルーファンタジー』       | 2024年1月26日更新以降                      |
| 柴田柚巴   | 関西しのび         | 東北ずん子・ずんだもんプロジェクト | 『ずんだホライずん2』                      |

## 出演
太字はメインキャラクター。

### テレビアニメ
2014年
- 一週間フレンズ。（女の子）
- アカメが斬る!（耳、遊女B）
- 普通の女子校生が【ろこどる】やってみた。
- 六畳間の侵略者!?（よっちゃん）
- オオカミ少女と黒王子（女子生徒）

2015年
- アブソリュート・デュオ（穂高みやび）
- レーカン!（女子高生）
- 城下町のダンデライオン（子供、女子生徒）
- Classroom☆Crisis（女学生）
- ケイオスドラゴン 赤竜戦役（ミスカ、副官）
- 青春×機関銃（女子生徒）
- 緋弾のアリアAA（風魔陽菜、女子、女の子）
- 櫻子さんの足下には死体が埋まっている（鴻上百合子）

2016年
- ディバインゲート（ヘズ）
- ハンドレッド（メイメイ）
- 三者三葉（葉山照）
- アイカツスターズ!（生徒）
- B-PROJECT〜鼓動*アンビシャス〜（うたひめランチA）
- 91Days（ウェイトレス）
- NEW GAME!（お母さん）
- 灼熱の卓球娘（ムネムネ）
- ステラのまほう（飯野水葉）

2017年
- ナナマル サンバツ（野村）
- ひなこのーと（女性、女子部員）
- 覆面系ノイズ（受付嬢）
- プリンセス・プリンシパル（アンジェ、ベアトリス〈変声〉）
- 地獄少女 宵伽（女子生徒）
- セントールの悩み（美浦）

2018年
- たくのみ。（天月みちる）
- Fate/EXTRA Last Encore（尼里ミサオ）
- ラーメン大好き小泉さん（女友達）
- グラゼニ（ホステス）

### 劇場アニメ
- ポッピンQ（2016年、コロロ[33]）
- ずんだホライずん（2017年、関西しのび[34]）

### Webアニメ
- おあむ物語 その夏、わたしが知ったこと（2018年、おあむ[35]）

### ゲーム
2014年
- ウチの姫さまがいちばんカワイイ（氷晶姫 カリーノ・アーティ）
- DIABOLIK LOVERS VANDEAD CARNIVAL（ヴァンパイア）
- 妖怪百姫たん!（大百足、水精）

2015年
- クイズRPG 魔法使いと黒猫のウィズ（ピレット・チャップ〈初代〉）
- 幻獣姫（マッドハッター）
- 戦乱のサムライキングダム（宇喜多秀家、堀秀政、森蘭丸）
- リベリオンブレイド（ピュティ）

2016年
- あんさんぶるガールズ!!（伊藤さくら）
- 一血卍傑-ONLINE-（アメノウズメ）
- イロドリミドリ（月鈴那知）
- 神獄塔 メアリスケルター（ハーメルン）
- グランブルーファンタジー（2016年 - 2018年、ロベルティナ〈初代〉）
- ザクセスヘブン リベリオン（ウルスラ・エルツェ）
- 白猫プロジェクト（クレア）
- 刻のイシュタリア（終末の竜王ヨルムンガンド）
- ドラゴンプロジェクト（海賊娘アンジェ）
- 輝星のリベリオン（出雲阿国）
- めがみめぐり（ククリヒメ）
- 嫁コレ（葉山照）

2017年
- アナザーエデン 時空を超える猫（メイ）
- 異世界でカフェを開店しました。（リサ・クロカワ・クロード）
- ガンガンピクシーズ（鳥居ミサ）
- 艦隊これくしょん -艦これ-（2017年 - 2022年、伊13、伊14、伊400、深海双子棲姫、佐渡、対馬） - 2作品
- グリムノーツ（赤ずきん）
- 幻獣契約クリプトラクト（コカゲ〈初代〉）
- シノアリス（赤ずきん〈初代〉）
- StarHorse Pocket（日吉遥）
- 追放選挙（百合園志歩理）
- 天華百剣-斬-（紅葉狩兼光〈初代〉）
- ねぷねぷ☆コネクト カオスチャンプル（ユリーナ）
- ぷよぷよ!!クエスト（メイリィ〈初代〉）
- COJポケット（矢切法子）
- プリンセス・プリンシパル GAME OF MISSON（アンジェ）
- 魔法陣少女 ノブナガサーガ（ミツナリ）
- モン娘☆は〜れむ（ジュディス）
- 雷電V Director's Cut（エリシア・ポートマン）

2018年
- D×2 真・女神転生 リベレーション
- 神獄塔 メアリスケルター2（ハーメルン）
- Death end re;Quest（セリカ・クレイトン）
- 編隊少女 -フォーメーションガールズ-（ナユコ・タカヤシキ）
- 龍が如く ONLINE（ユリ、DJミソラ）

### ドラマCD
2014年
- 一週間フレンズ。あれからの友達。（女子生徒1）

2015年
- ハンドレッド（メイメイ）※第8巻ドラマCD付き限定特装版
- saison（セゾン）automne〔オートヌ〕秋

2017年
- ゆめのロワイヤル ドラマCD（小鳥遊まな）

2018年
- 可愛ければ変態でも好きになってくれますか?（朱鷺原紗雪）

### ナレーション
- 第10回MF文庫Jライトノベル新人賞受賞作PV[36]
- アニメマシテ（2016年6月期）[63]

### ラジオ
※はインターネット配信。
- 今村彩夏 STAY GOLD（2014年 - 2018年、超!A&G+※・宮ヶ瀬レイクサイドエフエム）
- アブソリュート・ラジオ　〜昊陵学園放送部〜（2014年 - 2015年、音泉※）
- 今村彩夏と大下菜摘のYAKARA NIGHT RADIO（2015年、ニコニコ生放送※）
- A&G GIRLS BEAT♪ Queenty（2016年 - 2017年、超!A&G+※・ニコニコ動画※）
- のぞみとかなの××しようよ☆（2016年、YouTube※）
- プリプリ♡秘密レポート（2017年、ランティスウェブラジオ※）
- 花守ゆみり・今村彩夏のMIXボイスガレッジ（2017年、ニコニコ生放送※）[64]

### テレビ
- アニメマシテ（2015年9月7日・14日、テレビ東京）

### インターネットテレビ
- 三者三葉♣活動（2016年、ニコニコ生放送）
- 今村彩夏のその席、空いてますか?（2016年 - 2017年、Twitter）[65]
- 今村彩夏×MF文庫J Channel（2017年 - 2018年、Twitter）

### デジタルコミック
- 僕の初恋をキミに捧ぐ（2014年） - UULA
- お前ら全員めんどくさい! PV（2017年、栗原リホ）

### 連載
- 娘TYPE「今村彩夏のトレジャーボックス」[36]※コラム

### その他コンテンツ
- エンジェル・フェスタ！（水無瀬みなも[66]）
- 温泉むすめ（2017年、飯坂真尋〈初代〉[67]）
- ウマ娘 プリティーダービー（2017年、マヤノトップガン〈初代〉[68]）

## ディスコグラフィ

### キャラクターソング
| 発売日   | 商品名                                               | 歌 | 楽曲                                    | 備考                                                       |
| 2015年   | 2015年                                               | 2015年 | 2015年                                  | 2015年                                                     |
| -------- | ---------------------------------------------------- | --- | --------------------------------------- | ---------------------------------------------------------- |
| 2月18日  | Believe×Believe／アップルティーの味／2/2             | 穂高みやび（今村彩夏）×橘巴（諏訪彩花） | 「2/2」                                 | テレビアニメ『アブソリュート・デュオ』エンディングテーマ   |
| 6月3日   | アブソリュート・デュオ BD・DVD第3巻特典CD            | 穂高みやび（今村彩夏） | 「Run! Run! Run!」                      | テレビアニメ『アブソリュート・デュオ』関連曲               |
| 8月5日   | アブソリュート・デュオ BD・DVD第5巻特典CD            | ユリエ＝シグトゥーナ（山本希望）、リーリス＝ブリストル（山崎はるか）、穂高みやび（今村彩夏）、橘巴（諏訪彩花） | 「ハートプラクティス」                  | テレビアニメ『アブソリュート・デュオ』関連曲               |
| 9月2日   | アブソリュート・デュオ BD・DVD第6巻特典CD            | ユリエ＝シグトゥーナ（山本希望）、リーリス＝ブリストル（山崎はるか）、穂高みやび（今村彩夏）、橘巴（諏訪彩花） | 「Afternoon flavor」                    | テレビアニメ『アブソリュート・デュオ』関連曲               |
| 2016年   |                                                      | |                                         |                                                            |
| 4月20日  | クローバー♣かくめーしょん                            | とりぷる♣ふぃーりんぐ | 「クローバー♣かくめーしょん」           | テレビアニメ『三者三葉』オープニングテーマ                 |
| 4月20日  | クローバー♣かくめーしょん                            | とりぷる♣ふぃーりんぐ | 「スクールはいたっち！」                | テレビアニメ『三者三葉』挿入歌                             |
| 4月20日  | ぐーちょきパレード                                   | とりぷる♣ふぃーりんぐ | 「ぐーちょきパレード」                  | テレビアニメ『三者三葉』エンディングテーマ                 |
| 4月20日  | ぐーちょきパレード                                   | とりぷる♣ふぃーりんぐ | 「ぱじゃまParty」                       | テレビアニメ『三者三葉』関連曲                             |
| 6月15日  | 「三者三葉」キャラクターソング Vol.3                 | 葉山照（今村彩夏）、葉山光（西明日香） | 「最強ハーモニー」                      | テレビアニメ『三者三葉』関連曲                             |
| 6月15日  | 「三者三葉」キャラクターソング Vol.3                 | 葉山照（今村彩夏） | 「Amazing Days」                        | テレビアニメ『三者三葉』関連曲                             |
| 11月25日 | 灼熱スイッチ                                         | 雀が原中学卓球部 | 「灼熱スイッチ」                        | テレビアニメ『灼熱の卓球娘』オープニングテーマ             |
| 11月25日 | 灼熱スイッチ                                         | 雀が原中学卓球部 | 「V字上昇Victory」                      | テレビアニメ『灼熱の卓球娘』関連曲                         |
| 12月21日 | めがみめぐり                                         | ツクモ（伊藤彩沙）、アマテラスオオミカミ（尾崎由香）、アメノウズメ（佐々木未来）、ソトオリヒメ（大塚紗英）、ククリヒメ（今村彩夏）、コノハナサクヤヒメ（鈴木愛奈）、トヨタマヒメ（上田麗奈）、イシコリドメ（大亀あすか） 、アメノサグメ（千菅春香） | 「ファイファイ ハイテンション！」       | ゲーム『めがみめぐり』関連曲                               |
| 2017年   |                                                      | |                                         |                                                            |
| 1月25日  | 灼熱の卓球娘 ダブルスソングシリーズ3 ムネムネ&キルカ | ムネムネ（今村彩夏）、後手キルカ（東城日沙子） | 「部活デラックス」 「雀が原中学校校歌」 | テレビアニメ『灼熱の卓球娘』関連曲                         |
| 2月22日  | 灼熱の卓球娘 ユニットソングシリーズ2                 | 天下ハナビ（高野麻里佳）、ムネムネ（今村彩夏）、後手キルカ（東城日沙子） | 「紛うことなき挑戦者」 「成長期STARS」  | テレビアニメ『灼熱の卓球娘』関連曲                         |
| 4月28日  | 灼熱の卓球娘 BD・DVD第5巻初回生産限定版特典CD        | ムネムネ（今村彩夏） | 「真赤な誓い」                          | テレビアニメ『灼熱の卓球娘』関連曲                         |
| 8月2日   | A Page of My Story                                   | アンジェ（今村彩夏）、プリンセス（関根明良）、ドロシー（大地葉）、ベアトリス（影山灯）、ちせ（古木のぞみ） | 「A Page of My Story」                  | テレビアニメ『プリンセス・プリンシパル』エンディングテーマ |
| 8月2日   | A Page of My Story                                   | アンジェ（今村彩夏）、プリンセス（関根明良）、ドロシー（大地葉）、ベアトリス（影山灯）、ちせ（古木のぞみ） | 「Shoot Your Heart Out!」               | テレビアニメ『プリンセス・プリンシパル』関連曲             |
| 8月30日  | 5 Moving Shadows                                     | アンジェ（今村彩夏） | 「Take Me Up Higher」                   | テレビアニメ『プリンセス・プリンシパル』関連曲             |